# Seznam čínských spisovatelů
Toto je seznam čínských spisovatelů. Jedná se o čínská jména: příjmení stojí na začátku jména.

## A
- Aj Čching

## Č
- Čchü Jüan
- Čou Čchin Laj
- Čou Wej-chuej
- Ču Wen

## D
- Taši Dawa

## F
- Fa-sien

## Ch
- Chan-šan
- Chu Feng

## I
- I-ťing (mnich)

## J
- Jang Lien

## K
- Kao Sing-ťien
- Kuan Chan-čching

## L
- Li Čching-čao
- Li Po
- Lin Jü-tchang
- Lin Wen-jüe
- Liu O
- Lu Jü
- Lu Sün
- Lu Wen-fu
- Luo Kuan-čung

## M
- Ma Jüan
- Ma Ťien
- Mao Tun
- Meng Chao-žan
- Mo Jen

## O
- Ou-jang Siou

## P
- Pej Tao
- Pchu Sung-ling
- Po Ťü-i

## S
- Shan Sa
- Süan-cang
- Sü Sing
- Sun-c'

## Š
- Š' Naj-an
- Šen Fu

## T
- Taj S’-ťie
- Tchang Sien-cu
- Tchao Jüan-ming
- Tu Fu

## W
- Wang An-š'
- Wang Wej
- Wu Čcheng-en
- Wu Ťing-c